# Доня Барбара (сериал)
„Доня Барбара“ (на испански: Doña Bárbara) е колумбийска теленовела производство на Телемундо. Базирана е на романа със същото име от 1929 г. Автор на романа е венецуелският писател и политик Ромуло Галегос.

## Сюжет
Разположен в равнините на Венецуела и Колумбия, тази мелодрама разказва за смела, красива и силна жена, която е изпитала много мъка, предателства и трагедии. След всичко това тя се превръща в злобна и властна жена, но идва един момент, в който трябва да се изправя и срещу собствените си чувства заради една невъзможна любов. Тя се влюбва страстно в един елегантен мъж и това преобръща както целият ѝ живот, така и нейната същност. Тя трябва да се бори да запази своите тайни и от унищожаване на шансовете си за щастие, удовлетворение и истинска любов.

## В България
В България теленовелата се излъчва през пролетта на 2009 г., по TV 2/PRO.BG с разписание всеки делничен ден от 17:00. Така и не бива завършена и е прекъсната след почти половината излъчени епизоди. Дублажът е на студио Тайтъл Бе-Ге. Ролите се озвучават от артистите Яница Митева, Антония Драгова, Симеон Владов, Цанко Тасев и Любомир Младенов.

## Актьорски състав
- Едит Гонсалес – Доня Барбара
- Кристиан Мейер – Сантос Лусардо
- Хенесис Родригес – Марисела Баркеро
- Марица Родригес – Асунсион Вергел де Лусардо
- Кати Барбери – Сесилия Вергел
- Арап Бетке – Антонио Сандовал
- Пауло Кеведо – Балбино Пайба
- Роберто Матеос – Лоренсо Баркеро
- Раул Гутиерес – полковник Перналете
- Луси Мартинес – Еустакия
- Иван Родригес – Мелесио Сандовал
- Тиберио Крус – Пахароте
- Жанкарлос Канела – Асдрубал
- Есмералда Пинсон – Федерика
- Даниела Тапия – Елвасия
- Хуан Пабло Шук – Гонсало